# سیگنچر بنک
سیگنچر بنک (انگلیسی: Signature Bank) شرکت خدمات مالی و بانکداری آمریکایی بود، که در سال ۲۰۰۱ تأسیس شد و در سال ۲۰۲۳ طی یک بحران مالی اعلام ورشکستگی نمود.